# دواء مشع

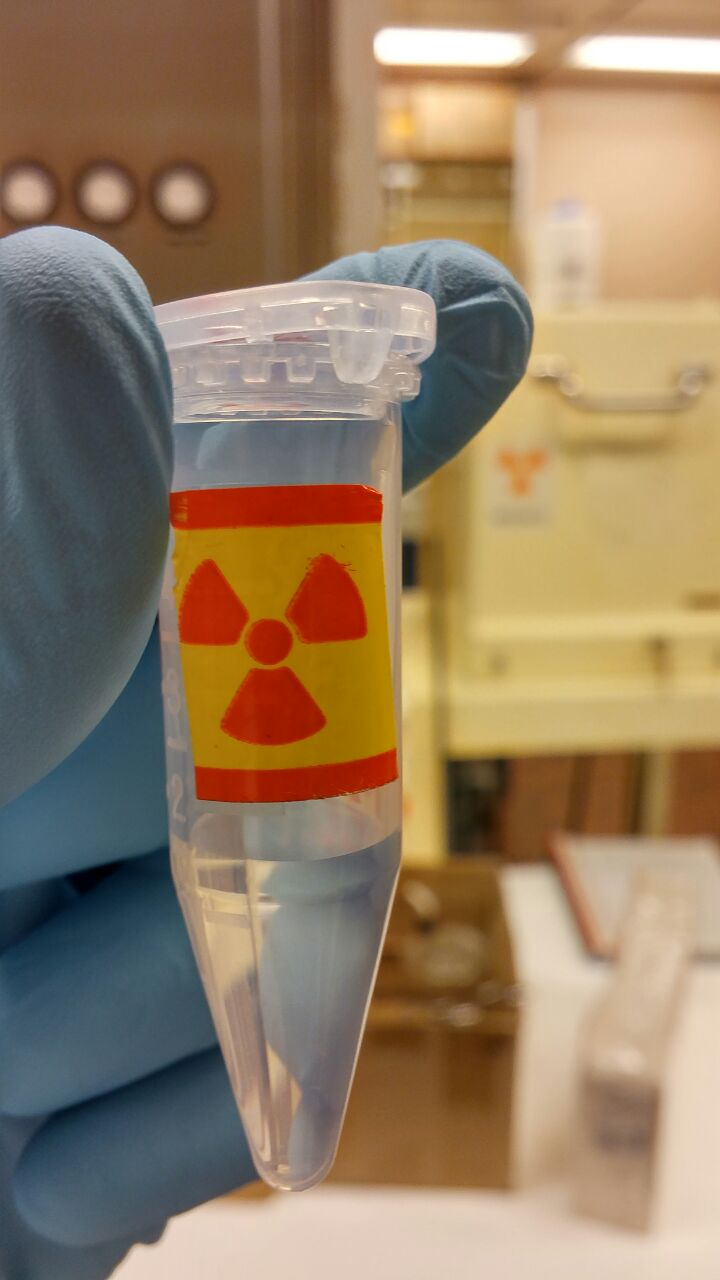
دواء مشع موسوم بنظير الكربون-11

هو دراسة وإعداد المواد المشعة، والتي هي الصيدلية المشعة. الصيدلية المشعة التي تستخدم في مجال الطب النووي كأثر في تشخيص وعلاج الكثير من الأمراض. استخدام العديد من المواد المشعة تكنيتيوم (Tc - 99m). في كتاب التكنيتيوم من قبل Klaus Schwochau , حوالى 31صيدلية مشعة مختلفة مستنده على Tc-99m مدرجة للتصوير والدراسات الفنية في المخ، عضلة القلب، الغدة الدرقية، والرئتين والكبد والمرارة، والكليتين، والهيكل العظمي والدم والأورام s.
ليست كل العناصر المشعة، والجزءالمشع من الصيدلانية الإشعاعية، هي من الناحية الفنية «نظائر» على الإطلاق، ومع ذلك على المدى التاريخي النظائر المشعة استخدمت للإشارة إلى جميع المواد المشعة، وهذا الاستخدام لا يزال شائعا.
| الاسم                   | التحقيق        | طريق الإدارة | In-vitro / in-vivo | التصوير / غير التصوير |
| ----------------------- | -------------- | ------------ | --- | --------------------- |
| كاليفورنيا - 47 -ca 2 + | استقلاب العظام | IV           | في المختبر ليس جميع النويدات المشعة، والجزء المشع من الصيدليه الإشعاعية، هي من الناحية الفنية "نظائر". على الرغم من أنها هي التي يشار إليها عادة على هذا النحو. (أنظر النظائر) | غير التصوير           |

## الكربون - 11
11 C هو باعث بوزيترون.
| الاسم                    | التحقيق                                    | طريق الإدارة | In-vitro / in-vivo | التصوير / غير التصوير |
| ------------------------ | ------------------------------------------ | ------------ | ------------------ | --------------------- |
| C11 - لام ميثيل ميثيونين | اتصوير الورم في الدماغ تصوير الغدة الدرقية | IV           | In-vivo            | التصوير               |

## الكربون 14
14 c هو باعث بيتا.
| الاسم                                     | التحقيق                                              | طريق الإدارة | In-vitro / in-vivo | التصوير / غير التصوير |
| ----------------------------------------- | ---------------------------------------------------- | ------------ | ------------------ | --------------------- |
| C14 - Glycocholic حمض                     | Breath test for small intestine bacterial overgrowth | الشفوي       | في المختبر         | غير التصوير           |
| C14 - PABA (الفقرة الأمينية حمض البنزويك) | دراسات البنكرياس                                     | الشفوي       | في المختبر         | غير التصوير           |
| C14 - اليوريا                             | Breath test to detect Helicobacter pylori            | الشفوي       | في المختبر         | غير التصوير           |
| د - C14 - الزيلوز سكر الخشب               | Breath test for small intestine bacterial overgrowth | الشفوي       | في المختبر         | غير التصوير           |

## الكروم - 51
51 cr هو باعث غاما.
| الاسم                                        | التحقيق                                                        | طريق الإدارة | In-vitro / in-vivo | التصوير / غير التصوير |
| -------------------------------------------- | -------------------------------------------------------------- | ------------ | ------------------ | --------------------- |
| Cr51 - خلايا الدم الحمراء ليالي              | حجم الخليه الحمراء؛ مواقع الحراسة؛ gastrointestinal blood loss | IV           | في المختبر         | غير التصوير           |
| Cr51 cr - 3 +                                | Gastrointestinal protein loss                                  | IV           | في المختبر         | غير التصوير           |
| Cr51 - إدتا (حمض ethylenediaminetetraacetic) | Glomerular filtration rate measurement                         | IV           | في المختبر         | غير التصوير           |